# Alec Soth

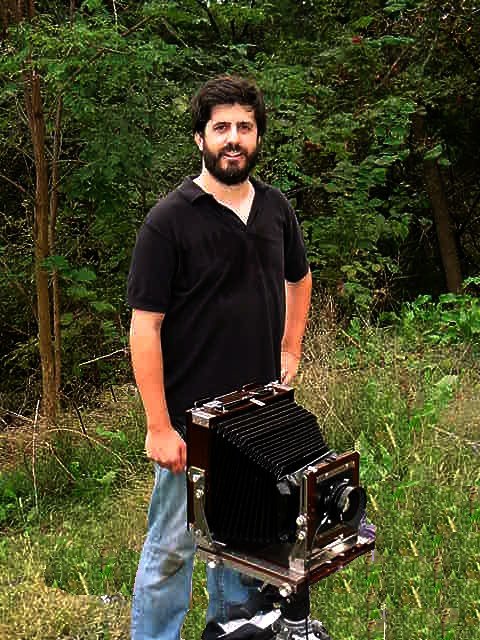
Alec Soth, 2007

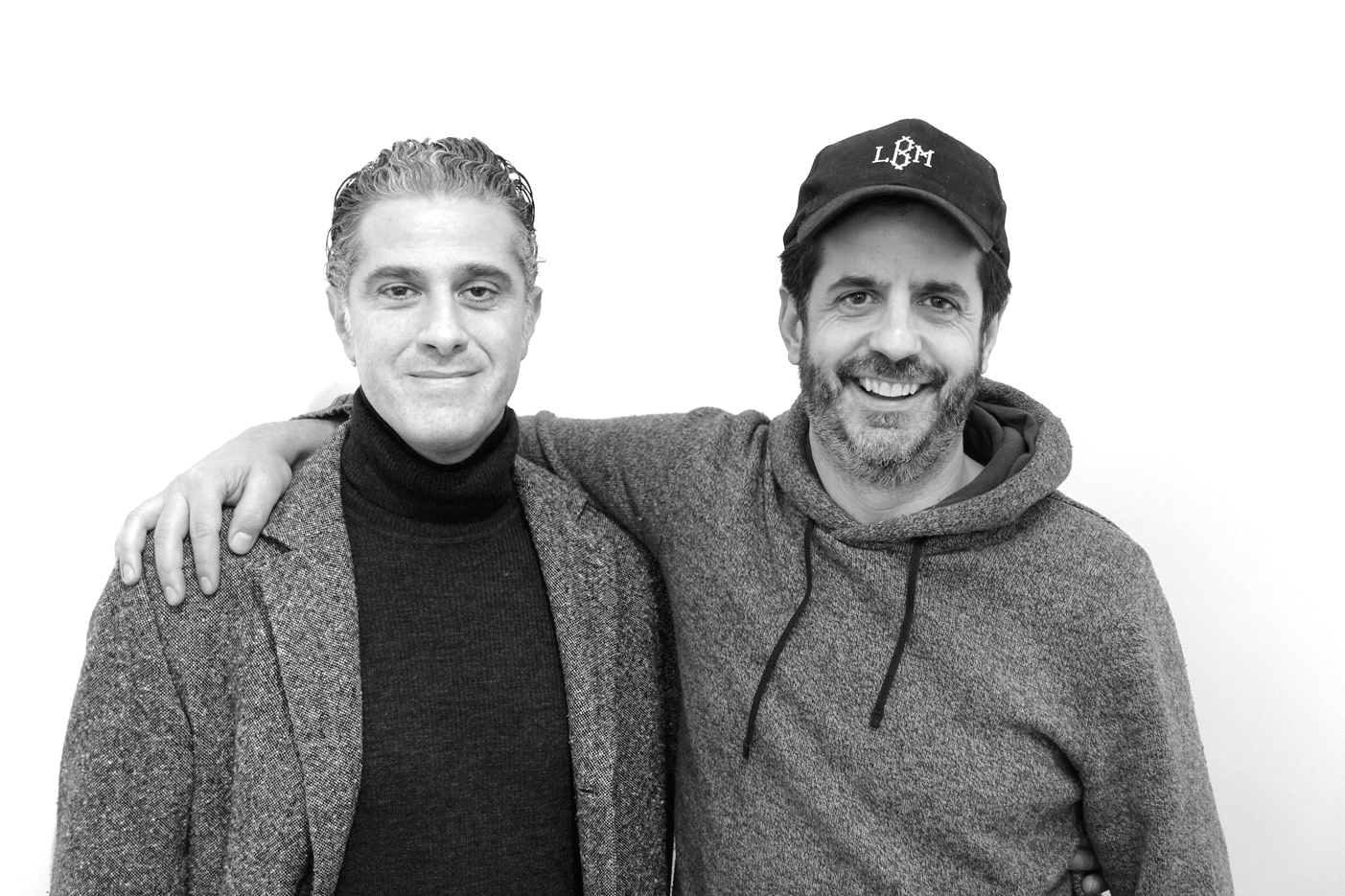
Alec Soth a Marco Anelli

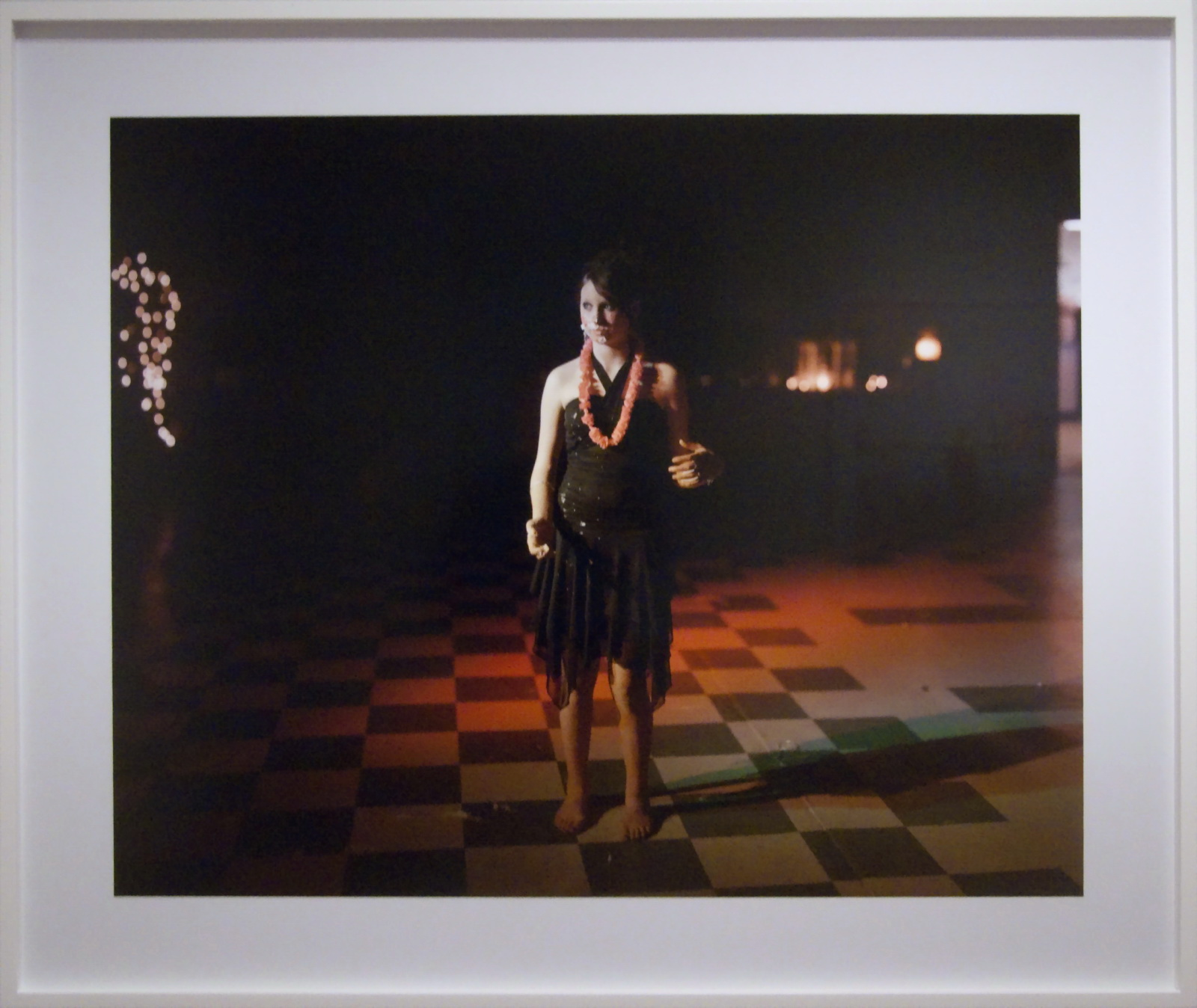
Alec Soth: Park Rapids Marie

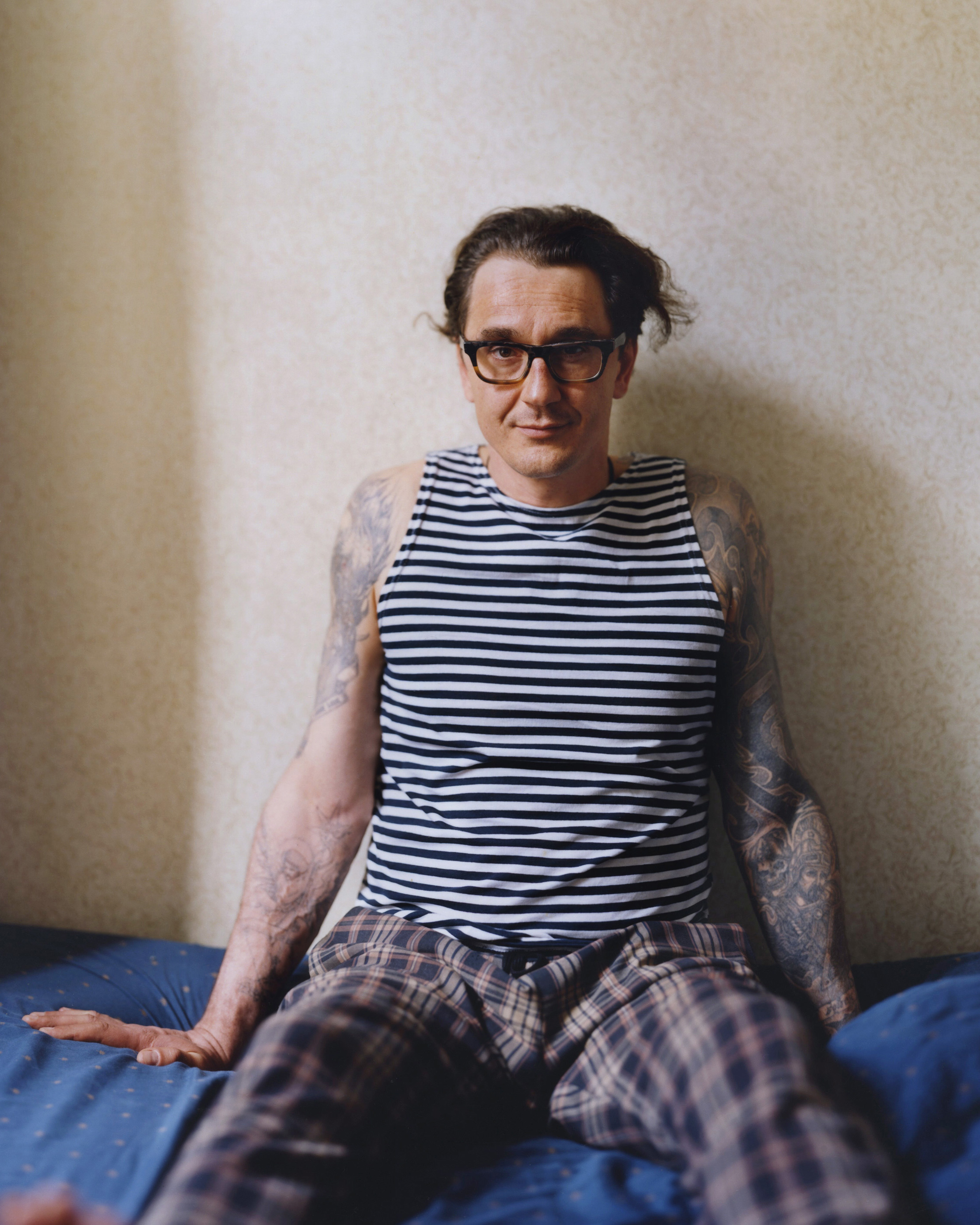
Alec Soth: Stanislav Dombrovskij

Alec Soth (* 1969, Minneapolis) je americký fotograf se sídlem v Minneapolis. Zpracovává „velké americké projekty“ představující středozápadní Spojené státy americké. Umělecká kritička z New York Times Hilarie M. Sheetsová napsala, že udělal „fotografickou kariéru z hledání chemie s cizími lidmi“ a fotografií „samotářů a snů“. Podle kritiky Hannah Booth publikované v The Guardian jeho práce má tendenci se zaměřovat na „nepřekonatelné, strašidelně banální představy o moderní Americe“. Je členem umělecké skupiny Magnum Photos.
Soth vydal celou řadu knih o své tvorbě s pomocí různých vydavatelů a některé si vydal sám prostřednictvím svého vlastního vydavatelství Little Brown Mushroom. Jeho hlavní publikace jsou Sleeping by Mississippi, Niagara, Broken Manual, Songbook a I Know How Furiously Your Heart Is Beating.
Získal stipendia od McKnight and Jerome Foundations a obdržel 2003 Santa Fe Prize for Photography. Jeho fotografie jsou ve významných veřejných a soukromých sbírkách, včetně San Francisco Museum of Modern Art, Museum of Fine Arts, Houston, Minneapolis Institute of Art nebo Walker Art Center. Jeho práce byla vystavena široce, mimo jiné v rámci bienále Whitney 2004 a hlavní samostatné výstavy v Media Space v Londýně v roce 2015.

## Život a práce
Soth se narodil v Minneapolis v Minnesotě ve Spojených státech amerických. Studoval na Sarah Lawrence College v Bronxville v New Yorku. Ve své mládí byl údajně „bolestně plachý“.
Sothovi se líbila práce americké fotografky Diany Arbusové. Cestoval po řece Mississippi a vytvořil samonákladem knihu nazvanou Sleeping by Mississippi, která obsahovala jak krajiny, tak portréty. Kurátoři bienále Whitney mu v roce 2004 uspořádali výstavu a na plakátu bienále byla použita jeho fotografie Charles, muže v zelených montérkách od barvy, stojící na střeše domu, jak v rukou drží dva malé modely letadel.
Když fotografuje lidi, Soth se občas cítí nervózní. Řekl: „Myslím, že moje vlastní trapnost lidi potěší. Je to součást burzy.“ Když cestoval, měl na volantu ve svém autě připevněný papír s poznámkami fotografií, které chtěl pořídit. Jeden seznam byl: "vousy, pozorovatelé ptáků, sběrači hub, soukromí mužů, po dešti, postavy zezadu, kufry, vysoké lidi (zejména hubení), terče, stany, obydlí na stromech a stromořadí. Při portrétování lidí je požádá o svolení je fotografovat a často čeká, až se zklidní; někdy používá fotoaparát 8x10 palců. Pokouší se najít „narativní oblouk a skutečné vyprávění“ a snímky, ve kterých každý obrázek vede k tomu dalšímu.
Jeho první kniha Sleeping by the Mississippi byla vydána v roce 2004. Jeho druhá kniha Niagara vyšla v roce 2006. Na jedné z jeho fotografii je žena ve svatebních šatech, jak sedí venku před budovou, která připomíná motel. Alec Soth se domluvil na spolupráci s jednou svatební kaplí u Niagarských vodopádů, což mu umožnilo fotografovat páry, které se braly a fotografoval je i po svatbách. Soth vytvořil několik dalších fotografických knih, včetně knihy Last Days of W, knihy o zemi „vyčerpané předsednictvím George W. Bushe“.
Fotografoval mimo jiné také pro magazíny The New York Times, Fortune nebo Newsweek.
Soth, spolu se spisovatelem Lesterem B. Morrisonem, vytvořil Broken Manual za čtyři roky (2006–2010) undergroundovou instruktážní příručku pro ty, kteří chtějí uniknout ze svých životů. Soth zkoumá místa, kam lidé utíkají, aby unikli před civilizací, fotografuje mnichy, survivalisty, poustevníky a uprchlíky.
Souběžně vytvořil knihu fotografií From Here to There: Alec Soth’s America, která obsahuje přehled Sothovy fotografie od počátku 90. let do roku 2010.
V roce 2010 založil Soth nakladatelství Little Brown Mushroom (LBM). Prostřednictvím něho vydává své vlastní i knihy ostatních podobně smýšlejících lidí, „narativní fotografické knihy, které fungují podobným způsobem jako dětské knihy,“ ve formátech knih, časopisů a novin. Spolupracoval na mnoha knihách s Bradem Zellarem, minnesotským spisovatelem z Twin Cities.
V roce 2010 Soth odletěl do Spojeného království, ale protože nepožádal o pracovní vízum, bylo mu povoleno vstoupit do země za podmínky, že pokud bude „chycen při fotografování“, může být na dva roky uvězněn. Dal tedy fotoaparát své mladší dceři, která fotografovala v Brightonu.
Výstava fotografií v roce 2016, nazvaná Hypnagogia, představila 30 fotografií ze Sothova 20letého průzkumu stavu mezi bdělostí a spánkem. "Hypnagogický stav, popisovaný jako neurologický jev, který se opakovaně spojuje s kreativitou, je snový zážitek, který vyvolává velmi živé, někdy až realistické obrazy," vysvětlil Soth v uměleckém prohlášení k projektu.
V roce 2004 se stal nominantem agentury Magnum Photos a v roce 2008 se stal řádným členem. Se svou ženou a dětmi žije v Minneapolis.
Jeho práce byla porovnána s prací Walkera Evanse a Stephena Shora.

## Publikace

### Sothovy publikace
- Sleeping by the Mississippi. Esej: Patricia Hampl a Anne Wilkes Tucker a "Selected Notes to the Photographs".
  - Göttingen: Steidl, 2004. ISBN 9783865210074.
  - Göttingen: Steidl, 2008. ISBN 978-3-86521-753-0.
  - Rozšířené vydání se dvěma přidanými fotografiemi. Londýn: Mack. ISBN 978-1-910614-89-1.
- Niagara. Göttingen: Steidl, 2008. ISBN 978-3865212337. Foto: Alec Soth, esej: Richard Ford: "1962", a Philip Brookman: "Over the Rainbow: Alec Soth's Niagara".
  - Londýn: Mack, 2018. ISBN 978-1-912339-259.
- Fashion Magazine. Paříž: Magnum, 2007. ISBN 978-2-9524102-1-2.
- Dog Days Bogota. Göttingen: Steidl, 2007. ISBN 978-3-865214-51-5.
- Last Days of W. St. Paul, MN: Little Brown Mushroom, 2008.
- Sheep. TBW Subscription Series #2. Oakland, CA: TBW, 2009. Edice 800 kopií. Spolupráce: Todd Hido, Abner Nolan a Marianne Mueller.
- Broken Manual. Göttingen: Steidl, 2010. ISBN 978-3-869301-99-0. Spolu s: Lester B. Morrison.
- From Here to There: Alec Soth’s America. Minneapolis, MN: Walker Art Center, 2010. ISBN 978-0-935640-96-0. Katalog retrospektivní výstavy, kurátor: Siri Engberg. Předslov: Olga Viso; texty: Geoff Dyer, "Riverrun"; Britt Salvesen, "American History"; Barry Schwabsky, "A Wandering Art"; báseň: August Kleinzahler, "Sleeping it off in Rapid City"; rozhovor Sotha s Bartholomewem Ryanem, "Dismantling My Career". Obsahuje Sothovu separátní knihu The Loneliest Man in Missouri, vloženou do zadní obálky.
- Ash Wednesday, New Orleans. Kamakura, Japonsko: Super Labo, 2010.
- One Mississippi. Nazraeli Press, 2010.
- Lonely Boy Mag. No. A-1: Alec Soth’s Midwestern Exotica. St. Paul, MN: Little Brown Mushroom, 2011. Edice 1000 kopií. Fotografie a text: Soth.
- One Day: 10 Photographers. Heidelberg: Kehrer, 2011. ISBN 978-3-86828-173-6. Boxovaný set deseti knih fotografií pořízených 21. června 2010. Editor: Harvey Benge. Autoři dalších knih: Jessica Backhaus, Gerry Badger, Benge, John Gossage, Todd Hido, Rob Hornstra, Rinko Kawauchi, Eva Maria Ocherbauer a Martin Parr.
- La Belle Dame Sans Merci. Edizioni Punctum, 2011. Edice 500 kopií.
  - Vydání v italštině. 175 kopií z celkového nákladu 500 kusů.
- Looking for Love. Berlin: Kominek Bücher, 2012.
- Ohio. LBM Dispatch #1. Saint Paul, MN: Little Brown Mushroom, 2012. Text: Brad Zellar. Edice 2000 kopií.
- Upstate. LBM Dispatch #2. Saint Paul, MN: Little Brown Mushroom, 2012. Text: Brad Zellar. Edice 2000 kopií.
- Michigan. LBM Dispatch #3. Saint Paul, MN: Little Brown Mushroom, 2012. Text: Brad Zellar. Edice 2000 kopií.
- Three Valleys. LBM Dispatch #4. Saint Paul, MN: Little Brown Mushroom, 2013. Text: Brad Zellar. Edice 2000 kopií.
- Colorado. LBM Dispatch #5. Saint Paul, MN: Little Brown Mushroom, 2013. Text: Brad Zellar Edice 2000 kopií.
- Texas. LBM Dispatch #6. Saint Paul, MN: Little Brown Mushroom, 2013. Text: Brad Zellar. Edice 2000 kopií.
- Georgia. LBM Dispatch #7. Saint Paul, MN: Little Brown Mushroom, 2014. Text: Brad Zellar. Edice 2000 kopií.
- Ping Pong Conversations: Alec Soth with Francesco Zanot. Řím: Contrasto, 2013. ISBN 978-8869654091. Přepis konverzace Sotha a Zanota, s novými i již publikovanými Sothovými fotografiemi. Předslov: Zanot, "Alec Soth: the Recycling of Photography".
- Bogota Funsaver. One Picture Book 88. Portland, OR: Nazraeli Press, 2014. ISBN 9781590054178. Edice 500 kopií.
- Songbook. Göttingen. Londýn: Mack, 2015. ISBN 978-1910164020.
- Gathered Leaves. Londýn: Mack, 2015. ISBN 9781910164365. 29 velkoformátových pohlednic a miniaturní verze Sleeping by the Mississippi, Niagara, Broken Manual, a Songbook. Předslov: Kate Bush, esej: Aaron Schuman.
- I Know How Furiously Your Heart Is Beating. Londýn: Mack, 2019. ISBN 978-1-912339-31-0. Obsahuje rozhovor Soth – Hanya Yanagihara.
- A Pound of Pictures. Londýn: Mack, 2022. ISBN 978-1-913620-11-0

### Publikace s ostatními autory
- Suburban World: The Norling Photos. Saint Paul, MN: Minnesota Historical Society; Borealis, 2008. ISBN 9780873516099. Brad Zellar, Irwin D. Norling, Soth.
- The Auckland Project. Santa Fe, NM: Radius Books, 2011. ISBN 978-1-934435-26-7. Dva svazky v pouzdru, druhý autor: John Gossage, Southern stars: a guide to the constellations visible in the southern hemisphere.
- Alec Soth's Lonely Boy Mag 2: Boys and Their Cars. St. Paul, MN: Little Brown Mushroom, 2011. Text a foto: Todd Hido, Soth, Chad States a erotická dioramata: Peter Davidson. Edice 1000 kopií.
- The 1968 Project: A Nation Coming of Age. Saint Paul, MN: Minnesota Historical Society Press, 2011. ISBN 9780873518420. Brad Zellar, Soth.
- Rodarte. JRP|Ringier, 2011. Foto: Soth a Catherine Opie.
- House of Coates. Fotografie: Alec Soth a Lester B. Morrison, text: Brad Zellar.
  - Saint Paul, MN: Little Brown Mushroom, 2012. ISBN 9781199591036.
  - Coffee House, 2014. ISBN 978-1566893701.

### Publikace editované nebo s příspěvky A. Sotha
- The Image To Come: How Cinema Inspires Photographers. Göttingen: Steidl, 2007.
- Georgian Spring: A Magnum Journal = ქართულიგაზაფხული მაგნუმი ს დღიურები. London: Chris Boot, New York: Magnum, 2009. ISBN 978-1905712151. Introduction by Wendell Steavenson. Photographs by various Magnum photographers.
- Brighton Picture Hunt. Brighton: Photoworks, 2010. ISBN 978-1903796429. Photographs by Carmen Soth, edited by Soth.
- Postcards From America. Fotografie: Soth, Jim Goldberg, Susan Meiselas, Paolo Pellegrin, Mikhael Subotzky a Ginger Strand. Magnum, 2012. A book, bumper stickers, a newspaper, two fold-outs, three cards, a poster and five zines, all in a box. Edice 500 kopií.
- About Face. San Francisco: Pier 24 Photography, 2014. ISBN 978-0-9839917-2-4. With essays by Philip Gefter, Sandra S. Phillips, a Ulrike Schneider. Edice 1000 kopií. Exhibition catalog.
- The Open Road: Photography & the American Road Trip. Edited and with text: David Campany. Photographs by various.
  - New York: Aperture, 2014. ISBN 978-1-59711-240-6.
  - Road Trips: Voyages photographiques à travers l’Amérique. Paris: Textuel, 2014. ISBN 9782845975002. French-language version.
  - En la Carretera: Viajes fotográficos a través de Norteamérica. Madrid: La Fábrica, 2014. ISBN 9788415691822. Spanish-language version.
- Rochester 585/716: A Postcard from America Project. New York: Aperture; San Francisco: Pier 24 Photography, 2015. ISBN 978-1-59711-340-3. Edice 1000 kopií.[9][10] Photographs by various Magnum photographers.
- ABC Photography. Berlin: Tarzipan, 2017. Photographs by various. Text: Monte Packham.
- Home. Tokyo: Magnum Photos Tokyo, 2018. ISBN 978-4-9909806-0-3.

## Samostatné výstavy
- 2004: Alec Soth 'Sleeping by the Mississippi', Yossi Milo Gallery, New York, NY.[11]
- 2004: Alec Soth 'Sleeping by the Mississippi', Stephen Wirtz Gallery, San Francisco, CA.[12]
- 2005: Gagosian Gallery, New York, NY.[13]
- 2006: Alec Soth 'Niagara', Gagosian Gallery, New York, NY.[14]
- 2006: Alec Soth – Niagara, Wohnmaschine, Berlín.[15]
- 2006: Alec Soth: Niagara, Weinstein Gallery, Minneapolis, MN.[16]
- 2009: The Last Days of W., Gagosian Gallery, New York, NY.[17]
- 2009/2010: Niagara, Williams College Museum of Art, Williamstown, MA.[18]
- 2010/2011: Alec Soth: Black line of woods, High Museum of Art, Atlanta, GA.[19]
- 2010: Mississippi Niagara, Triennale di Milano, Milan.[20]
- 2010/2011: Alec Soth: From here to there, Walker Art Center, Minneapolis, MN.[21]
- 2011: Alec Soth: Broken Moments, Galerie Friedrich Loock, Berlín.[22]
- 2012: Alec Soth: La Belle Dame sans Merci, Multimedia Art Museum, Moskva, Central Exhibition Hall Moscow Manege, Moskva.[23]
- 2012: Broken Manual, Sean Kelly Gallery, New York, NY.[24]
- 2015/2016: Gathered Leaves, Media Space, Science Museum, Londýn, 2015/2016;[25][26][27] Finské muzeum fotografie, Helsinki, 2016/2017.[28]
- 2019 I Know How Furiously Your Heart Is Beating Fraenkel Gallery, San Francisco.[29]

## Sbírky
Sothova díla jsou obsažena v následujících veřejných sbírkách:
- Museum of Contemporary Photography, Chicago, IL: 6 tisků (červen 2018)[30]
- Museum of Modern Art, New York: 1 tisk (červen 2018)[31]
- Pier 24 Photography, San Francisco, CA: 12 tisků (červen 2018)[32]
- San Francisco Museum of Modern Art, San Francisco, CA: 14 tisků (červen 2018)[33]
- Walker Art Center, Minneapolis, MN: 55 děl (tisky a knihy, červen 2018)[34]
- Whitney Museum of American Art, New York: 4 tisky (červen 2018)[35]

## Ocenění
- 1999: McKnight Foundation Photography Fellowship, Minneapolis, MN.[36]
- 2001: Travel and Study Grant, Jerome Foundation, za Sleeping by the Mississippi.[37]
- 2001: Minneapolis College of Art and Design (MCAD) / Jerome Foundation Fellowships for Emerging Artists.[38]
- 2003: Santa Fe Prize for Photography.[39]
- 2004: McKnight Foundation Photography Fellowship, Minneapolis, MN.[36]
- 2005: Art Works Residency Program, CEPA Gallery: Contemporary Photography & Visual Arts Center, Buffalo, NY. Whilst working on Niagara.[40]
- 2006: Finalista, Deutsche Börse Photography Prize. Odměna 3000 £.[41][42]
- 2008: Bush Fellowship, Bush Foundation, Saint Paul, MN. Grant 50 000 amerických dolarů.[43][44]
- 2011: Infinity Award od International Center of Photography, Publication category, za From Here to There: Alec Soth’s America.[45]
- 2013: Grant Johna Simona Guggenheimovo stipendium ve fotografii od nadace John Simon Guggenheim Memorial Foundation.[46]
- 2013: McKnight Foundation Photography Fellowship, Minneapolis, MN.[36][47]
- 2014: Knight Arts Challenge grant od nadace John S. and James L. Knight Foundation. Částka 35 000 amerických dolarů na uskutečnění Winnebago Workshopu.[48][49][50]